# Lovro Dalmatinac
Lovre (lat. Laurentinus) (? – Split, 8. srpnja 1099.), benediktinac, splitski nadbiskup i metropolit (1060. – 1099.) u vrijeme hrvatskih narodnih vladara.
Prvotno je vršio dužnost osorskog biskupa, ali se zbog svojih reformističkih stavova morao povući. Godine 1060. izabran je na sinodi za splitskog nadbiskupa i time ustoličen na čelo dalmatinsko-hrvatske crkvene hijerarhije.
Bio je agilni provoditelj crkvenih reformi pape Grgura VII. Propagirao je latinski jezik u bogoslužju, pa je naložio Adamu Parižaninu koji se zatekao u Splitu na putu iz Pariza prema Ateni da preradi stare životopise (žića) sv. Dujma i sv. Anastazija u ljepšu latinštinu.
Splitska je Crkva za vrijeme nadbiskupa Lovre bila veoma bogata, jer tada su Lovru kojeg su poštovali "kraljevi i knezovi Slavonije, darivali crkvi sv. Dujma mnoge zaseoke i imanja...". Bio je prijatelj i savjetnik kralja Zvonimira koji ga je smatrao "duhovnim ocem".
Lovro je, kao vrhovna crkvena vlast u Hrvatskoj, nakon smrti Stjepana II. i izbijanja sukscesijske krize popraćene ratom došao u posjed hrvatske krune, koja je ostala u Splitu sve do Lovrine smrti 1099. Nije poznato koga je Lovro u ratu podržavao. Stoga povjesničari vjeruju da se kralj Petar Snačić, predvodnik anti-arpadovićevskih snaga nije formalno okrunio, kada ga je veći dio plemstva 1093. izabrao za kralja. Nakon Lovrine smrti kruna je odnešena iz Splita u Biograd gdje se njome za kralja Hrvatske, nakon potpisivanja Pacte Convente okrunio ugarski kralj Koloman 1102. godine.